# Stazione di Castelcisterna
La stazione di Castelcisterna è una stazione della ferrovia Circumvesuviana, sita nel comune di Castello di Cisterna.
Si trova sulla ferrovia Napoli-Nola-Baiano.

## Storia
La prima stazione di Castello di Cisterna fu inaugurata nel 1885 e venne gestita dalla Circumvesuviana a partire dal 1936. Nel 1998, contestualmente al raddoppio della tratta tra Pomigliano d'Arco e Scisciano, è stata aperta al traffico l'attuale stazione.
A partire dal 2015 fu soppresso il servizio di biglietteria a sportello, riattivato nel 2017 dopo i lavori di riqualificazione dell'intera stazione.

## Servizi
La stazione dispone di:
- Biglietteria
- Servizi igienici